# Бонфильо, Оскар (актёр)
Оскар Бонфильо Риос (исп. Oscar Bonfiglio Rios) (22 июля 1959, Мехико, Мексика) — выдающиеся мексиканский актёр театра и кино, мастер дубляжа и диктор.

## Биография
Родился 22 июля 1959 года в Мехико в семье актёров Оскара Морелли (1936—2005) и Марии Эухении Риос (1935). Имеет двух братьев — актёра и певца Андреса Бонфильо (Моя вторая мама — Лало Сауседо), Густаво и сестру Марию Эухенио-младшую. В мексиканском кинематографе дебютировал в 1961 году в возрасте всего лишь 2-х лет и с тех пор принял участие в 39 работах в кино и телесериалах. Как театральный актёр дебютировал в 1974 году, как мастер дубляжа в 1975 году. Телесериалы Богатые тоже плачут, Колорина, Однажды у нас вырастут крылья, Привилегия любить, Истинная любовь и Просто Мария оказались весьма успешными в карьере актёра, ибо они были проданы во многие страны мира и актёр вышел на мировой уровень. Является прежде всего выдающиеся театральным актёром, снявшись в ряде значимых театральных постановках, из-за чего его имя при жизни вписано золотыми буквами в историю мексиканского театра, кино и радио. В Мексиканском рейтинге известных мексиканских актёров, Оскар Бонфильо занял 16-е место из 26-ти возможных (победу одержал актёр Марк Тачер).

## Фильмография

### Телесериалы

#### Свыше 2-х сезонов
- 1985—2004 — Женщина, случаи из реальной жизни (1985—2007; снялся с 1997 по 2004 год).
- 2008-н. в. — Роза Гведелупе (6 сезонов; снялся с 2011 по 2015 год) — Самуэль/Хулио.
- 2011-н. в. — Как говорится (6 сезонов; снялся с 2011 по 2016 год) — Хасинто/Энрике/Хавьер/Рамиро/Рикардо/Рейнальдо.

#### Televisa
- 1979 — Богатые тоже плачут — Себастьян.
- 1980 — Колорина — Друг Энрике.

### Фильмы
- 1992 — Я свободен

## Театральные работы
- Дон Хуан Тенорио
- Иисус Христос — суперзвезда
- Клаудия
- Кукольный дом
- Селестина